# Анаткаси (Пітішевське сільське поселення)
Анатка́си (рос. Анаткасы, чув. Анаткасси) — присілок у складі Аліковського району Чувашії, Росія. Входить до складу Пітішевського сільського поселення.
Населення — 106 осіб (2010; 91 у 2002).
Національний склад:
- чуваші — 100 %